# Fixarea prețului
Fixarea prețului este o practică anti-concurențială prin care agenții economici se înțeleg să mențină prețurile unor produse la un nivel ridicat artificial.